# James Petiver
James Petiver (vers 1663 - 1718) est un pharmacien anglais, membre de la Royal Society et du Temple Coffee House Botany Club, connu pour ses travaux de botanique et d'entomologie.
Petiver a reçu de nombreux spécimens de plantes et de graines et d'autres documents de divers correspondants dans les colonies américaines. Ses collections sont conservées au Musée d'histoire naturelle de Londres.

## Œuvres
- Musei Petiveriani centuria prima-decima, rariora naturae continens: viz. animalia, fossilia, plantas, ex variis mundi plagis advecta, ordine digesta et nominibus propriis signata, London, 1695-1703.
- An account of some Indian plants etc. with their names, descriptions and vertues; communicated in a letter from Mr. James Petiver...to Mr. Samuel Brown, surgeon at Fort St. George, Philosophical Transactions of the Royal Society, London, 1698.
- An account of part of a collection of curious plants and drugs, lately given to the Royal Society of the East India Company, Philosophical Transactions of the Royal Society, London, 1700-1703.
- James Empson (éditeur), Jacobi Petiveri Opera, historiam naturalem spectantia containing several thousand figures of birds, beats, fifh, reptiles, insects shells, corals, and fossils; also of trees, shrubs, herbs, fruits, fungus's, mosses, sea-weeds, &c. from all parts, adapted to Ray's History of plants on above three hundred copper-plates, with English and Latin names, London, 1767.

## Sources
- (en) Cet article est partiellement ou en totalité issu de l’article de Wikipédia en anglais intitulé « James Petiver » (voir la liste des auteurs).